# Ahmed Abdallah Mohamed Sambi
Ahmed Abdallah Mohamed Sambi (en árabe: أحمد عبد الله محمد سامبي) (Mutsamudu, 5 de junio de 1958) es un político comorense, presidente desde el año 2006 hasta el 2011.
Líder islámico y político, es conocido bajo el apodo de Ayatollah. Desde su victoria en las elecciones del 14 de mayo de 2006 con el 58% de los votos, se convirtió en el primer mandatario comorense llegado al poder de un modo pacífico en la historia del archipiélago.

## Ideas políticas
Primer presidente nacido en la isla de Anjouan, Sambi habría declarado que las Comoras no están listas para transformarse en un estado islámico y que nadie sería forzado a utilizar el velo islámico en su gobierno. Prometió además luchar contra la corrupción, crear empleos y construir casas mejores para los comorenses que vivían en la pobreza